# Монморанси-Люксембург, Шарль-Анн-Сижисмон де
Шарль-Анн-Сижисмон де Монморанси (фр. Charles-Anne-Sigismond de Montmorency; 31 августа 1721 — 21 июля 1777, замок Лош), герцог д'Олонн — французский генерал.

## Биография
Сын Шарля-Поля-Сижисмона де Монморанси-Люксембурга и Анны-Анжелики де Арлюс де Вертийи.
Поначалу известный как маркиз де Руайян, 18 апреля 1735 поступил лейтенантом в Нормандский полк, и участвовал в кампании на Рейне. В сентябре получил от отца титул герцога д'Олонн, в октябре был в деле под Клаузеном.
26 июля 1737 назначен полковником Сентонжского пехотного полка, командовал им в Баварской армии с марта 1742 по июль 1743, во время войны за Австрийское наследство, отличился во многих боях, и закончил кампанию 1743 года на Рейне.
8 июня 1744 отставлен от командования Сентонжским полком и назначен полковником Туреньского полка, которым командовал во Фландрии под началом маршала Саксонского, приняв участие в осадах Менена, Ипра, Фюрна, и закончив кампанию в лагере Куртре.
В 1745 сражался в битве при Фонтенуа, и участвовал в осаде Турне, 1 мая был произведен в бригадиры. Служил в этом качестве при осадах цитадели Турне, Ауденарде, Дендермонде и Ата.
В 1746—1747 в армии короля во Фландрии, в октябре 1746 сражался в битве при Року, в 1747 при Лауфельде, и участвовал в осаде Берген-оп-Зома. В 1748 был при осаде Маастрихта, 10 мая был произведен в лагерные маршалы, и в январе 1749 оставил командование Туреньским полком.
В Семилетнюю войну 1 мая 1757 был направлен в Германскую армию, участвовал в битве при Хастенбеке и оккупации Ганновера. В ноябре вернулся во Францию, после чего вышел в отставку.

## Семья
1-я жена (22.10.1734): Мари-Этьенетта де Буйон-Фервак (ум. 9.10.1749), дочь Анн-Жака де Буйон-Фервака, маркиза де Боннель
Дети:
- Анн-Шарль-Сижисмон де Монморанси-Люксембург (15.10.1737—13.10.1803), герцог де Пине-Люксембург и Шатийон. Жена (9.04.1771): Мадлен Сюзанна Аделаида де Вуайе де Польми д'Аржансон (1752—1813), дочь Антуана Рене де Вуайе д'Аржансона, маркиза де Польми, и Сюзанны Фьо де Ламарш
- Анн-Поль-Эммануэль-Сижисмон де Монморанси-Люксембург (8.12.1742—1789), принц де Люксембург
- Бонн-Мари-Фелисите де Монморанси-Люксембург (18.02.1739—15.02.1823). Муж (23.01.1754): герцог Арман-Луи де Серан (ум. 1822)

2-я жена (2.06.1753): Аньез де Мьот де Раванн (ум. 1.06.1756), вдова Матье Рока де Ларошфуко, маркиза де Байера
3-я жена (12.1762): Мари-Жанна-Тереза де Л'Эпине-Мартевиль, вдова Жозефа-Мориса-Аннибаля де Монморанси-Люксембурга, суверенного графа де Люс